# Wehrführer (Brandenburg)
Ein Wehrführer bezeichnet in Brandenburg den Leiter einer Freiwilligen Feuerwehr auf Gemeindeebene. Dies gilt auch für Gemeinden mit mehreren Ortsteilfeuerwehren. Die Ortsteilfeuerwehren werden durch einen Ortswehrführer geführt.

## Bestellung und Ernennung
Der Träger des örtlichen Brandschutzes bestellt den Wehrführer der Freiwilligen Feuerwehr und seinen Stellvertreter nach Anhörung der Führungskräfte der Freiwilligen Feuerwehr der Gemeinde und im Benehmen mit dem Kreisbrandmeister.
Die Leitung der Berufsfeuerwehr hat gleichzeitig die Leitung der Freiwilligen Feuerwehr inne. Sie bestellt auf Vorschlag der Führungskräfte der Freiwilligen Feuerwehr aus ihrer Mitte für die Dauer von sechs Jahren eine Person, die die Belange der Angehörigen der Freiwilligen Feuerwehr gegenüber der Leitung vertritt.
Der Wehrführer wird zum Ehrenbeamten auf Zeit für die Dauer von sechs Jahren ernannt.

## Unterstellung
Er ist den Ortswehrführern fachvorgesetzt. In Städten mit Berufsfeuerwehr ist er dem Leiter der Berufsfeuerwehr sonst dem Kreisbrandmeister unterstellt.

## Dienstgrade und Voraussetzungen
Aufgrund der verschiedenen Stärken der Freiwilligen Feuerwehren wird eine Unterscheidung in verschiedene Dienstgrade vorgenommen.
Seit 2020 gibt es neue Abzeichen, wobei eine Übergangszeit von max, 5 Jahren angedacht ist.

### Dienstabzeichen seit 2020
Eine Kombination aus Funktions- und Dienstgrad sind zulässig, wobei das Funktionsabzeichen außen ist. 

### Dienstabzeichen bis 2020
- Ortswehrführer

| Oberbrandmeister                                                        | Hauptbrandmeister                                                         |
| bei Feuerwehren mit einer Stärke weniger als einem Zug Oberbrandmeister | bei Feuerwehren mit einer Stärke mit mehr als einem Zug Hauptbrandmeister |

- Wehrführer

| Erster Hauptbrandmeister                    | Amtsbrandmeister            |
| stellv. Wehrführer Erster Hauptbrandmeister | Wehrführer Amtsbrandmeister |